# Oston Urunov
Oston Rustam o’g’li Urunov (usbekisch Остон Рустам ўғли Урунов; * 19. Dezember 2000 in Navoiy) ist ein usbekischer Fußballnationalspieler, der seit September 2022 beim russischen Erstligisten Ural Jekaterinburg unter Vertrag steht.

## Karriere

### Verein
Der in Navoiy geborene Oston Urunov begann seine fußballerische Ausbildung bei Yuzhanin Navoiy und im Jahr 2011 wechselte er in die Nachwuchsabteilung von Paxtakor Taschkent. Am 17. Juli 2017 wechselte der Mittelfeldspieler von der 2. Mannschaft des Vereins auf Leihbasis bis zum Jahresende zu Navbahor Namangan. Am 16. September 2017 (21. Spieltag) debütierte er beim 2:1-Heimsieg gegen Metallurg Bekobod in der höchsten usbekischen Spielklasse, als er in der 84. Spielminute für Oybek Kilichev eingewechselt wurde. In den nächsten Wochen etablierte er sich als Stammkraft. Sein erstes Tor gelang ihm am 19. November (29. Spieltag) bei der 1:2-Auswärtsniederlage gegen den FK Olmaliq. In diesem Spieljahr 2017 bestritt er neun Ligaspiele.
Navbahor erwarb zur folgenden Spielzeit 2019 Urunov auf permanenter Basis und schaffte es sich als absoluter Stammspieler durchsetzen. Er kam in 30 Ligaspielen zum Einsatz und wurde aufgrund seiner guten Leistungen zum besten jungen Spieler der Liga ausgezeichnet. In der nächsten Saison kam er bis zu seinem Wechsel auf 12 Ligaeinsätze, in denen im zwei Treffer gelangen.
Mitte Juli 2019 wechselte Urunov zum Ligakonkurrenten Lokomotiv Taschkent. Sein Debüt gab er am 26. Juli (14. Spieltag) bei der 0:2-Auswärtsniederlage gegen den FK Soʻgʻdiyona Jizzax, als er in der 74. Spielminute für Jovan Đokić in die Partie gebracht wurde. Sein einziger Treffer in 13 Ligaeinsätzen im Trikot der Temiryo’lchilar gelang ihm am 24. November (24. Spieltag) beim 4:0-Auswärtssieg gegen den FK Andijon.
Am 10. Februar 2020 wurde sein Transfer zum russischen Erstligisten FK Ufa bekanntgegeben, wo er mit einem Viereinhalbjahresvertrag ausgestattet wurde. Am 1. März 2020 (20. Spieltag) bestritt er bei der 0:2-Auswärtsniederlage gegen den FK Krasnodar sein Debüt in der höchsten russischen Spielklasse. Urunov entwickelte sich rasch als wichtige Stammkraft und beendete die Saison 2019/20 mit 10 Ligaeinsätzen.
Nur rund ein halbes Jahr nach seinem Wechsel nach Russland, schloss er sich dem Spitzenverein Spartak Moskau an, wo er einen Fünfjahresvertrag unterschrieb. Sein Debüt absolvierte er am 29. August 2020 (6. Spieltag) beim 2:1-Heimsieg gegen Arsenal Tula, als er in der 69. Spielminute für Guus Til eingetauscht wurde. Seinen ersten Treffer markierte er am 16. September beim 5:1-Pokalsieg gegen Rodina Moskau. Doch schon im Februar 2021 wurde er für den Rest der laufenden Saison an seinen ehemaligen Klub FK Ufa verliehen. Die Saison 2020/21 beendete er mit 16 Ligaeinsätzen. Das Leihgeschäft wurde über die komplette folgende Saison fortgesetzt.
Im September 2022 wechselte er zum Ligakonkurrenten Ural Jekaterinburg. Der Vertrag wurde aber bereits im folgenden Oktober wieder aufgelöst.

### Nationalmannschaft
Am 2. Juni 2019 debütierte Urunov bei der 0:2-Testspielniederlage gegen die Türkei für die usbekischen A-Nationalmannschaft.